# Опасные секреты (сериал)
«Опасные секреты» (фр. Suspectes) — французский сериал, выпущенный каналом M6 в 2007 году. Триллер, написанный автором «Женщины закона», который объединяет Ингрид Шовен, Карину Ломбард, Элодию Френк и Саид Тагмауи.

## В ролях
- Ингрид Шовен — Марина Дево
- Карина Ломбард — Клод Пёркин
- Элодия Френк — Жюльетта Валль
- Саид Тагмауи — Стэнислас Лэмерэт
- Доминик Гилло — Даниэль Дево
- Ольга Куриленко — Ева Пирес